# Erastria khasiana
Erastria khasiana là một loài bướm đêm trong họ Geometridae.